# Kazanowski-Palast

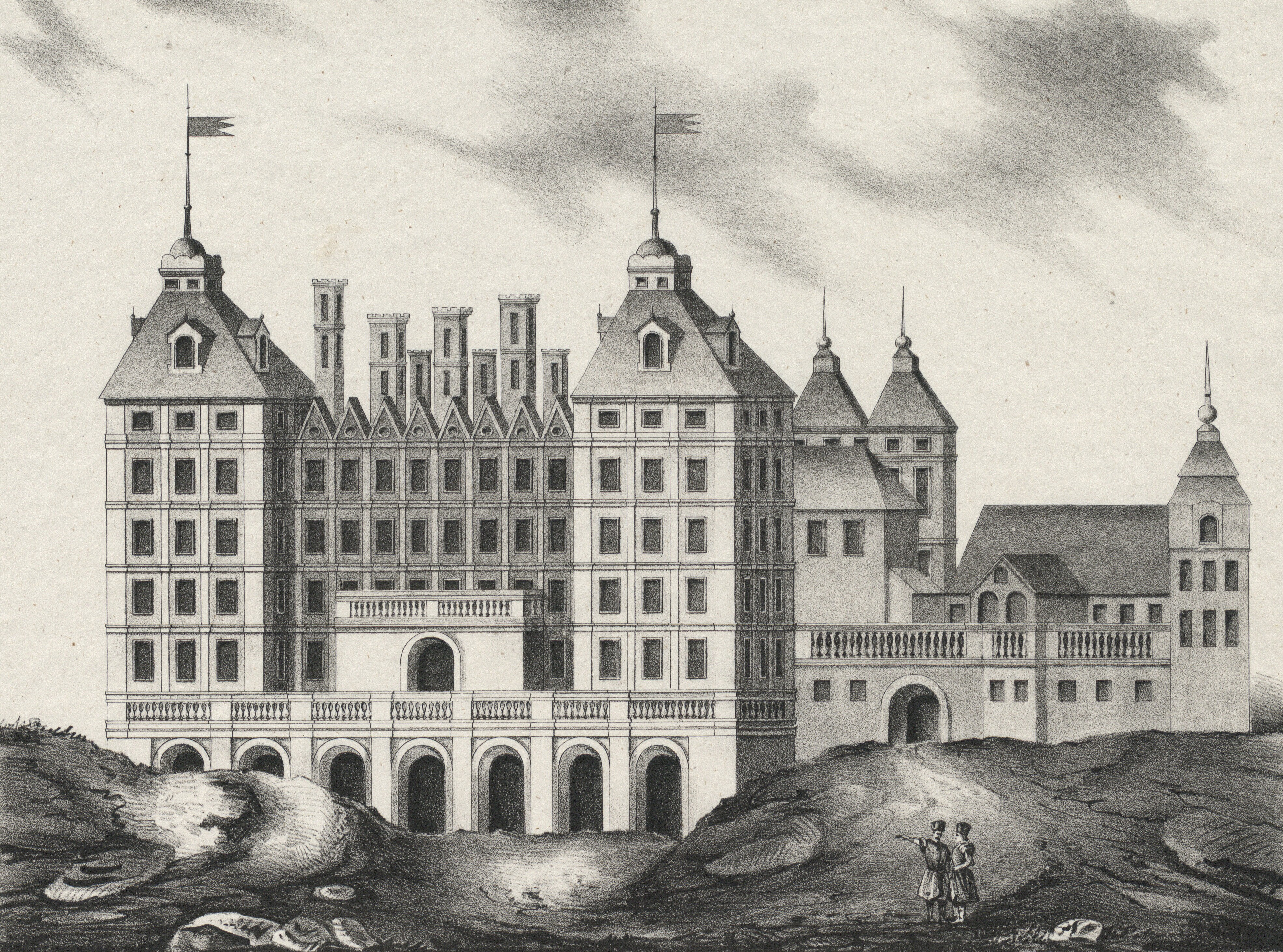
Ansicht des Palastes von der Ostseite (Weichselseite) auf einem Stich, der vermutlich von Jacobus Laurus stammt

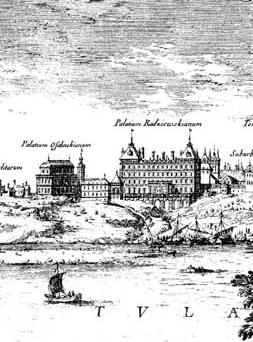
Ausschnitt aus dem Stich “Urbs Warsovia” von Erik Dahlbergh von 1656: Der Kazanowski-Palast, hier bereits als „Radziejowski-Palast“ bezeichnet, befindet sich rechts. Das linke Gebäude ist der kleinere Ossoliński-Palast (später als Brühl-Palast bezeichnet). Beide Paläste wurden in den 1650ern geplündert und niedergebrannt

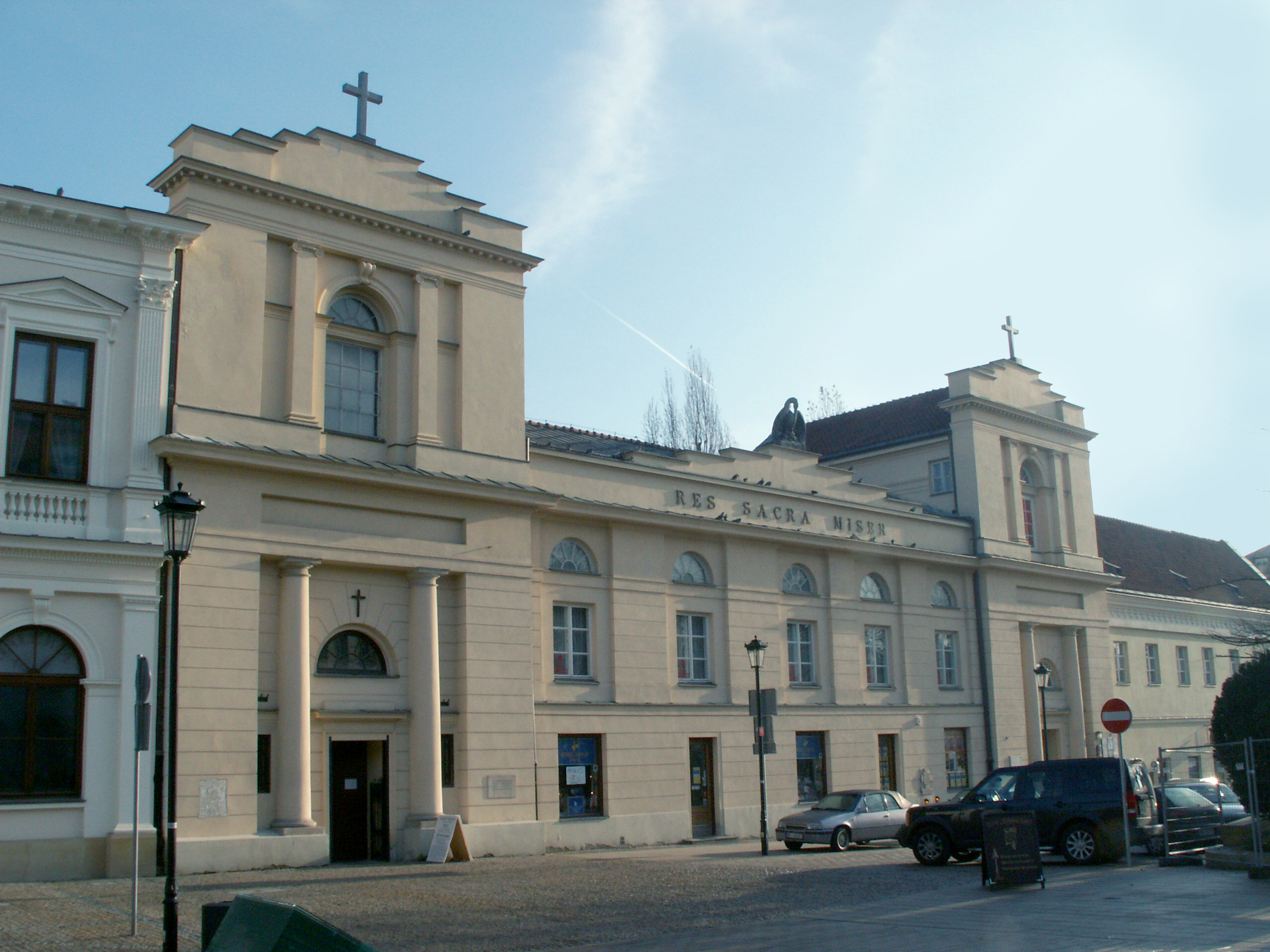
Heute befindet sich im Nachfolgegebäude der Sitz der Warschauer Caritas

Der Kazanowski-Palast (auch Radziejowski-Palast, polnisch: Pałac Kazanowskich oder Radziejowskich) war ein prächtiges Warschauer Stadtschloss im 17. Jahrhundert. Er wurde 1656 während der schwedischen Sintflut (Zweiter Nordischer Krieg) niedergebrannt und später nicht in ursprünglicher Form wiederaufgebaut. An seiner Stelle befindet sich seit 1663 als Eckgebäude der Krakowskie Przedmieście 62 und der Ulica Bednarska 28 in der Innenstadt ein ebenfalls historisches Gebäude, das heute von der Caritas (Erzdiözese Warschau) genutzt wird.

## Geschichte
Ende des 16. Jahrhunderts befand sich hier, oberhalb der Warschauer Weichselböschung, ein hölzernes Anwesen von Jerzy Mniszech. Zu Beginn des 17. Jahrhunderts ließ vermutlich Andrzej Bobola dieses Gebäude durch ein gemauertes Objekt ersetzen. Im Jahr 1617 ging das Palais in das Eigentum von König Sigismund III. Wasa über, der es seinem Sohn Władysław IV. Wasa schenkte. Nachdem der neue Eigentümer von einer Europareise zurückkehrte, beauftragte er 1628 den Baumeister Constantino Tencalla mit der Errichtung eines neuen Palastes im Stil der italienischen Renaissance. Das vormalige Bobola-Palais wurde als Basis genutzt.
Bereits 1632 gab der noch nicht regierende Prinz den Palast an seinen Favoriten Adam Kazanowski. Diese großzügige Schenkung führte zu Problemen mit dem König und dem Sejm. Ab 1637 ließ Kazanowski das Gebäude im Stile Tencallas erweitern. Der Palast verfügte über vier Geschosse, hatte eine Zentralheizungsanlage und zählte zu den größten und prächtigsten Warschauer Palästen seiner Zeit. Neben einem Innenhof verfügte er an der Weichselböschung über einen auf Terrassen angelegten großen Park. 1646 beschrieb Jean Le Laboureur die wertvolle Innenausstattung des Palastes, die aus edlen Möbeln, Marmor, flämischen Gemälden, orientalischer Bildwirkerei, Decken im venezianischen Stil, Silber- und Goldgedecken sowie einer Musikinstrumente-Sammlung bestand. Kazanowski hielt sich ein Privatorchester, das im Palast aufspielte.
Nach dem Tode Kazanowskis fiel der Palast an seine Witwe, Elżbieta Słuszczanka, die Hieronim Radziejowski heiratete. Später kam es infolge eines Prozesses gegen Radziejowski zu einer Fehde zwischen den Familien Słuszka und Radziejowski, in deren Verlauf der Palast mit Waffengewalt von den Słuszkas besetzt wurde. 1656 wurde das prächtige Gebäude im Verlaufe des Zweiten Nordischen Krieges mehrfach geplündert und schließlich abgebrannt. Ein Angriff aus dieser Zeit auf das Gebäude wurde von Henryk Sienkiewicz in seinem Roman „Potop“ thematisiert.

### Neubau
1661 gehörte die Ruine der Familie Lubomirski. 1663 entstand hier ein Neubau nach einem Entwurf von Giovanni Battista Gisleni. Dieses Gebäude bezog noch bestehende Teile des alten Kazanowski-Palastes mit ein. Bereits kurze Zeit später schenkte die Fürstin Helena Thekla Lubomirska den Palast dem Orden der Unbeschuhten Karmelitinnen, die ihn ihren Bedürfnissen anpassten. Seit 1818 war er Eigentum und Sitz der Warschauer Wohltätigkeitsgesellschaft (Warszawskie Towarzystwo Dobroczynności “Res sacra miser”). 1818 gab Frédéric Chopin hier ein Wohltätigkeitskonzert. Mit einem Dekret von 1989 übergab der Primas von Polen das Gebäudeensemble an die Warschauer Caritas (Towarzystwo Charytatywne Caritas A.W.), die es bis heute als Sitz nutzt.
Die hier befindliche Kapelle zur unbefleckten Empfängnis der Heiligen Jungfrau Maria (polnisch: Kaplica Niepokalanego Poczęcia Najświętszej Maryi Panny) gehörte ursprünglich zum Kazanowski-Palast. 1819 baute Antonio Corazzi sie im klassizistischen Stil um. Im Jahr 1944 im Rahmen der Kampfhandlungen des Warschauer Aufstandes ausgebrannt, wurde sie 1949 unter Jerzy Brabander wiederaufgebaut. Die frühbarocken Kreuzgänge und Portale im Hof blieben erhalten.